# 旺多姆圆柱

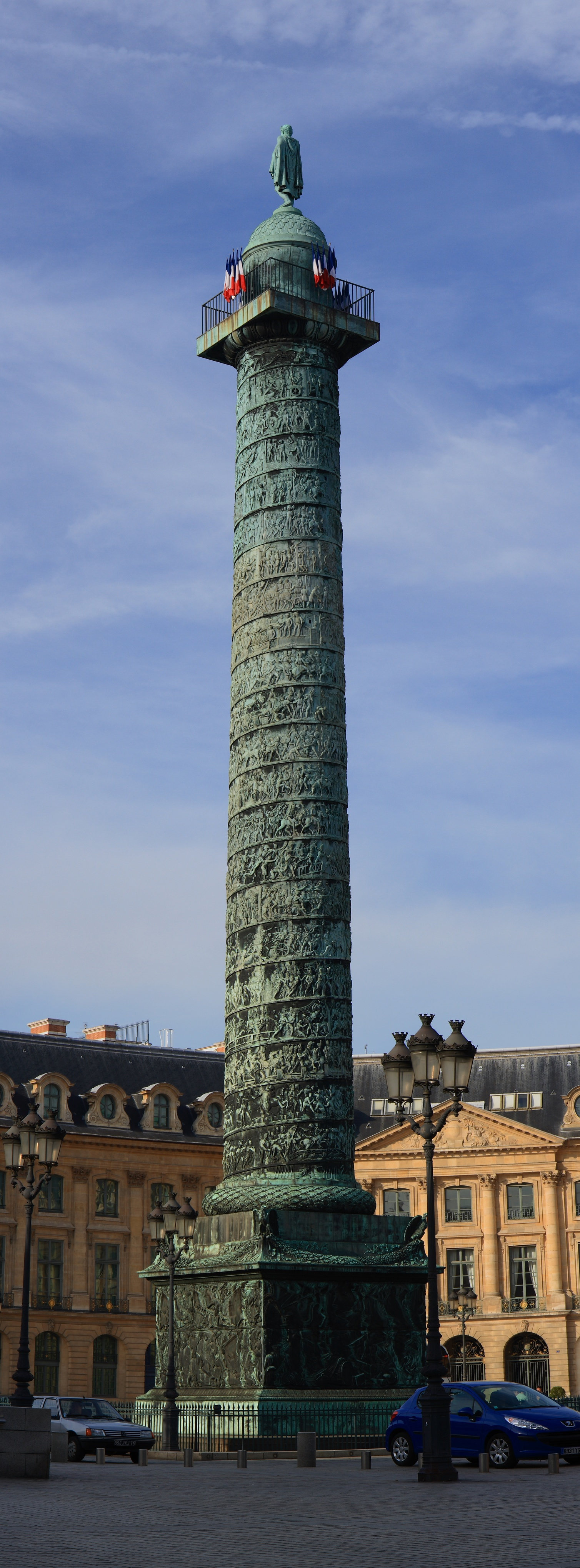
旺多姆圆柱

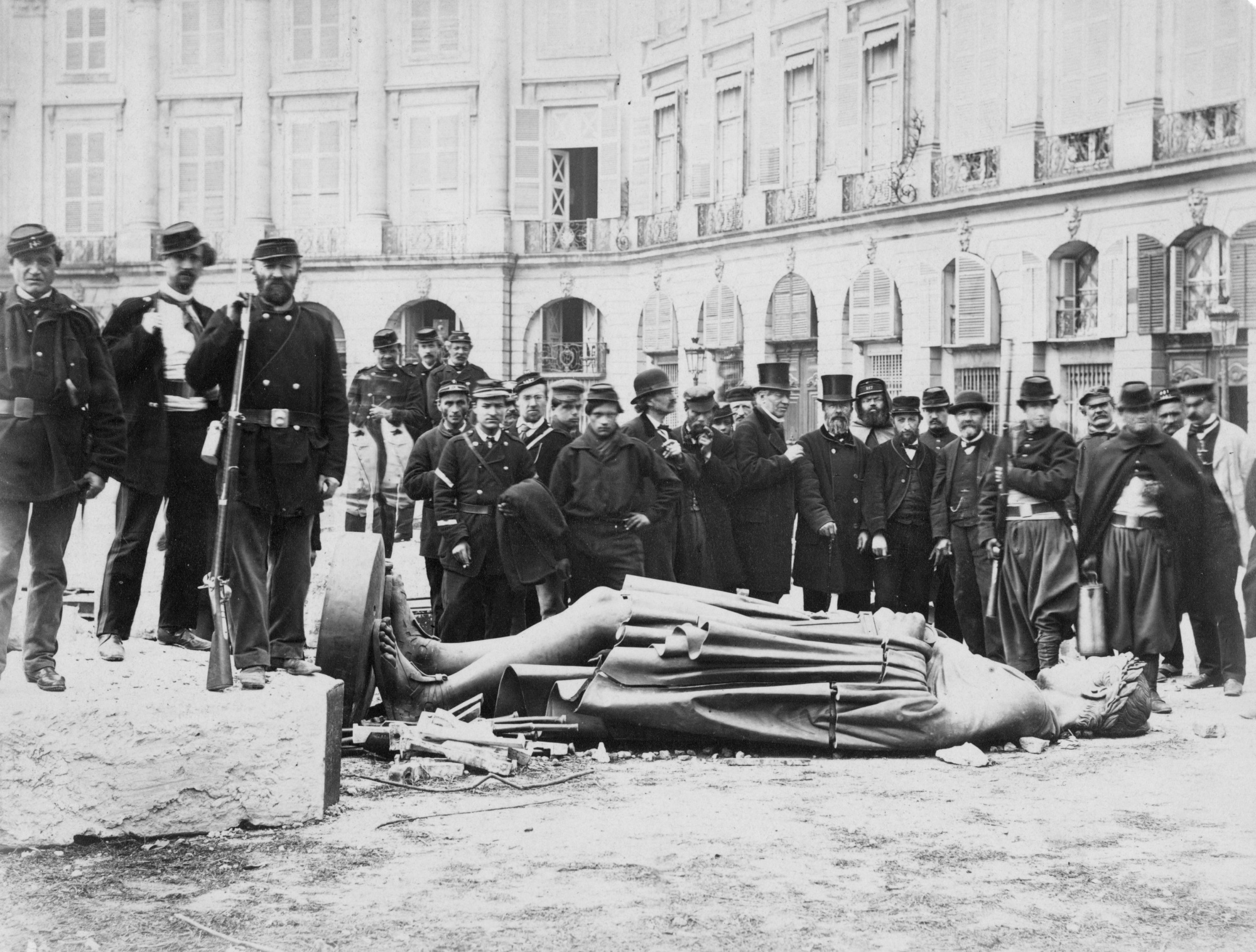
1871年，旺多姆圆柱上的雕像被拆除

旺多姆圆柱（法語：Colonne Vendôme）是法国巴黎市中心旺多姆广场上拿破仑为了纪念奥斯特里茨战役胜利而建的铜柱。
圆柱顶上竖有拿破仑像，最初的拿破仑像头戴桂冠，右手持剑，左手持一个象征征服的地球雕塑；其表面由425片螺旋形浮雕青铜片组成，这些青铜片来自拿破仑所俘获的1200门大炮。

## 历史
1814年波旁王朝复辟后拆除拿破仑像，並銷融重鑄為亨利四世骑马像。1833年，七月王朝在民意压力下重鑄一座时髦的拿破仑雕像（三角帽、靴子和长大衣），后来拿破仑三世期间又换成了一个更威风的古典风格造型。
1871年4月12日，巴黎公社委员会通过法令，5月8日拆除旺多姆圆柱。第三共和政府於推翻公社後旋即重鑄旺多姆圆柱和拿破仑雕像，至今仍然矗立在广场上。